# Wat Suwannaram

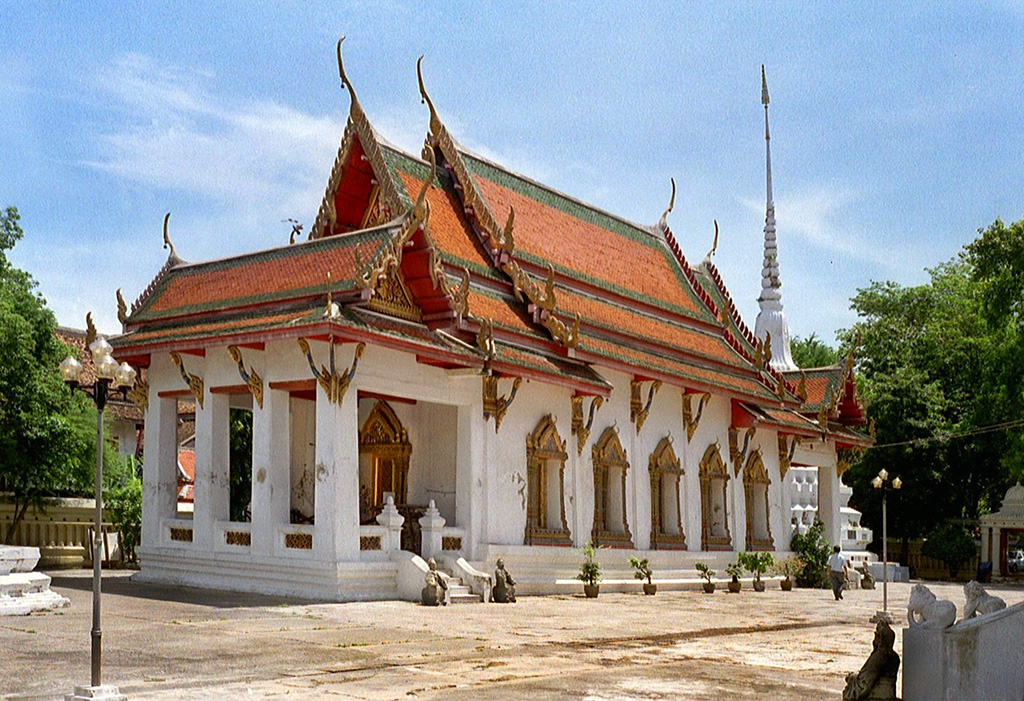
Viharn des Wat Suwannaram

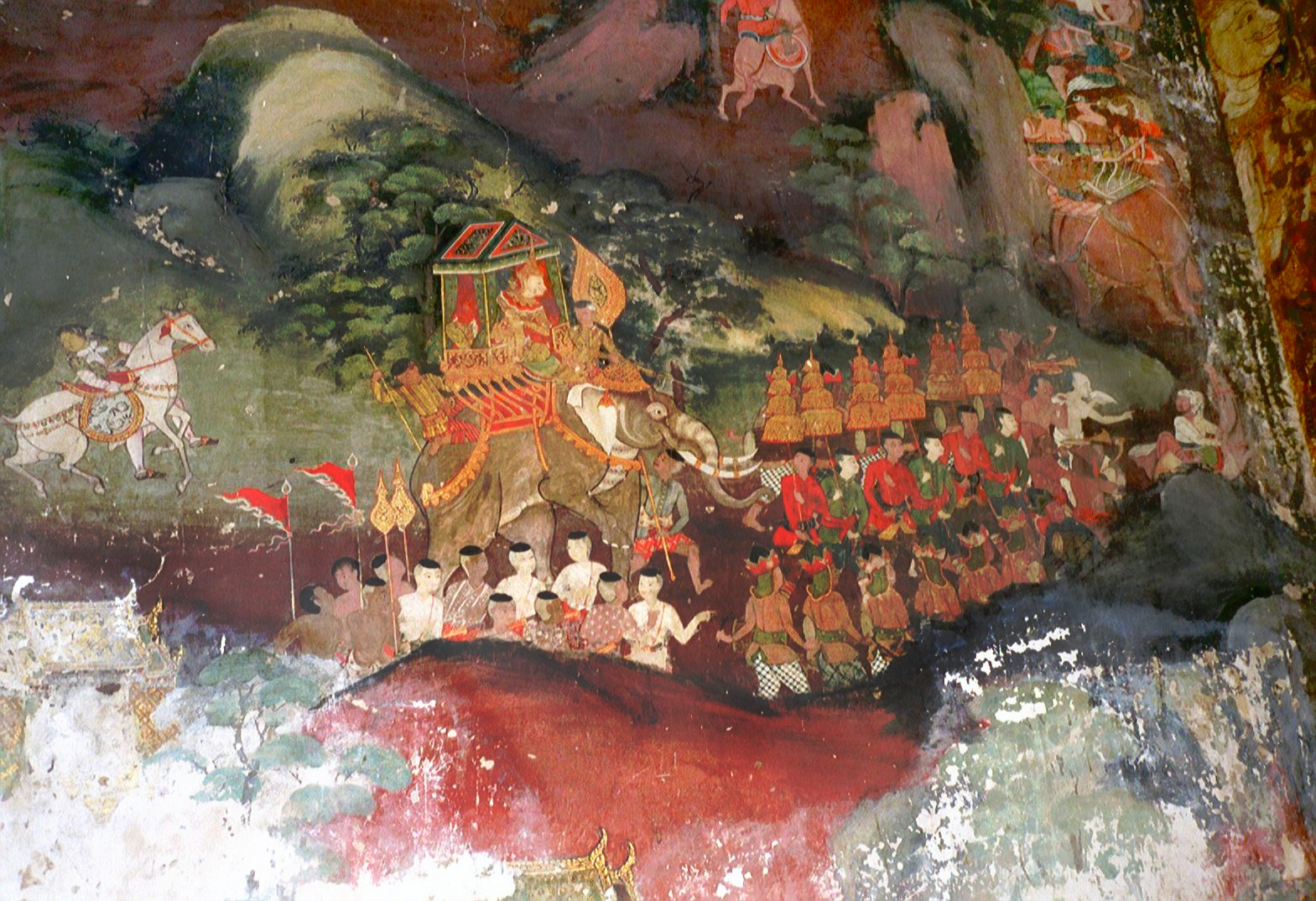
Wandmalerei: Vessantara-Jataka

Wat Suwannaram (in Thai: วัดสุวรรณาราม, etwa Goldenes Kloster, vollständiger Name: Wat Suwannaram Ratchaworawihan – วัดสุวรรณาราม ราชวรวิหาร) ist eine buddhistische Tempelanlage (Wat) in Bangkok. Wat Suwannaram ist ein Königlicher Tempel Zweiter Klasse und liegt auf der Thonburi-Seite des Mae Nam Chao Phraya (Chao-Phraya-Fluss) im Bezirk Bangkok Noi. In der Nähe befindet sich die historische „Thonburi Railway Station“. Der Tempel liegt direkt am Ufer des Khlong Bangkok Noi.
Der Wat Suwannaram wurde von König Phra Phutthayotfa Chulalok (Rama I.) auf den Fundamenten des Wat Thong (ebenfalls: Goldenes Kloster), eines Tempels der Ayutthaya-Zeit errichtet, er hat daher den Beinamen Ratchaworawihan. Er wurde in den Königlichen Chroniken von Thonburi erwähnt im Zusammenhang mit König Taksins Bemühen, das alte Siam nach der Zerstörung durch die Burmesen im Jahre 1767 wiederherzustellen. Auf dem Gelände des Tempels fanden bis Anfang des 19. Jahrhunderts die Einäscherungs-Feierlichkeiten für verstorbene Mitglieder der königlichen Familie statt.
Unter König Nang Klao (Rama III.) wurde die Anlage im Jahre 1831 renoviert.
Wat Suwannaram ist berühmt für die schönen Wandmalereien im Ubosot, vielleicht die schönsten siamesischen Malereien des frühen 19. Jahrhunderts. Zwei Künstler, Thong Yu und Pae Khong, haben dieses Meisterwerk geschaffen. Dargestellt sind die letzten zehn Jataka (Thai: ทศชาติชาดก – Thotsatchat-Chadok); die in Blickrichtung der bronzenen Buddha-Statue gelegene Wand oberhalb des Haupteingangs zeigt die Unterwerfung des Mara, die Geschichte des Prinzen Vessantara (Thai: มหาเวสสันดรชาดก – Maha Wetsandon Chadok) nimmt die gesamte Wand zur Rechten des Buddha-Bildnisses ein, auf der Wand zur Linken sind die anderen neun Jatakas dargestellt. Ein schematischer „Querschnitt“ des buddhistischen Weltbildes mit dem Berg Meru in der Mitte befindet sich hinter der Buddha-Statue.
Die Buddha-Figur selbst, sitzend und mit der rechten Hand die Erde als Zeugin anrufend, auf Thai Pang Man Wichai (ปางมารวิชัย) genannt, stammt aus der Sukhothai-Zeit, sie soll zur gleichen Zeit hergestellt worden sein, wie die Buddha-Figur Sri Sakyamuni des Wat Suthat. Sie wurde wahrscheinlich in der Regierungszeit von König Phra Phutthayotfa (Rama I.) aus Sukhothai hierher gebracht und restauriert. Ihre Abmessungen sind: Höhe etwa 4,25 Meter und etwa 3,25 Meter von Knie zu Knie.